# Década de 1990 nos Estados Unidos
Esta é uma cronologia de década de 1990 nos Estados Unidos.

## 1990
- 3 de janeiro: O ex-presidente do Panamá, Manuel Noriega, rende-se às forças norte-americanas na embaixada do Vaticano na Cidade do Panamá.[1]
- 13 de janeiro: Douglas Wilder da Virgínia torna-se o primeiro governador negro eleito dos Estados Unidos.
- 24 de abril: O telescópio espacial Hubble é lançado para o espaço.
- 2 de agosto: Forças iraquianas invadem o Kuwait, iniciando a Guerra do Golfo.[2][3][4]
- 9 de agosto: Forças norte-americanas desembarcam na Arábia Saudita.[5]
- 5 de novembro: O rabino Meir Kahane, fundador da Jewish Defense League, é assassinado por um atirador de ascendência egípcia em Manhattan.[6]
- 19 de novembro: Líderes dos países europeus, dos Estados Unidos, do Canadá e da União Soviética assinam o Tratado das Forças Armadas Convencionais na Europa (Treaty on Conventional Armed Forces in Europe) em Paris.[6][7]
- 21 de novembro: Presidente George H. W. Bush anuncia o fim oficial da Guerra Fria.[8]

## 1991
- 12 de janeiro: As resoluções do presidente George H. W. Bush são autorizadas pelo Congresso dos Estados Unidos a atacar o Iraque na Guerra do Golfo.[9] O Congresso dos Estados Unidos aprova o uso da força militar para retirar as tropas iraquianas do Kuwait.[10][11]
- 16 de janeiro: Inicia a Operação Tempestade no Deserto (Operation Desert Storm) para dirigir as forças iraquianas fora do Kuwait.[10][12]
- 17 de janeiro: As Forças Armadas dos Estados Unidos invadem, com o apoio de outros países, o Iraque.
- 24 de fevereiro: Tropas estadunidenses e aliadas invadem Kuwait e Iraque.[11]
- 28 de fevereiro: Presidente George H. W. Bush anuncia o fim do Guerra do Golfo.[11][13][14]
- 3 de março: O motorista negro Rodney King é espancado por quatro policiais brancos de Los Angeles, em uma cena capturada em vídeo amador.[15]
- 31 de julho: Os presidentes George H. W. Bush, dos Estados Unidos, e Mikhail Gorbachev, da União Soviética, assinam o primeiro Tratado de Redução de Armas Estratégicas (START I) em Moscou.[9]
- 20 de outubro: Incêndios em Oakland Hills causam a morte de 25 pessoas e destroem 3.469 casas e apartamentos.

## 1992
- 1 de fevereiro: Os presidentes George H. W. Bush, dos Estados Unidos, e Boris Iéltsin, da União Soviética, assinam o tratado em Camp David, Maryland, terminando oficialmente a Guerra do Golfo.[16][17]
- 6 de abril: Os Estados Unidos reconhecem as três ex-repúblicas iugoslavas.[18]
- 29 de abril: Um júri absolve quatro policiais brancos de Los Angeles, acusados do estado no espancamento filmado do motorista negro Rodney King.[18]
- 5 de maio: A Vigésima-sétima Emenda da Constituição dos Estados Unidos é ratificada.
- 24 de agosto: O furacão Andrew atinge Flórida e Louisiana, matando 23 pessoas.[19]
- 3 de novembro: É realizada a eleição presidencial. Bill Clinton é eleito presidente dos Estados Unidos.[9][20]
- 17 de dezembro: Os Estados Unidos, o Canadá e o México assina o Tratado Norte-Americano de Livre Comércio (NAFTA).[9]
- 24 de dezembro: Presidente George H. W. Bush perdoa seis membros do governo de Ronald Reagan, incluindo o ex-Secretário de Defesa, Caspar Weinberger, condenados por crimes relacionados ao escândalo Irã-Contras.[21]

## 1993
- 3 de janeiro: Em Moscou, os presidentes George H. W. Bush, dos Estados Unidos, e Boris Iéltsin, da União Soviética, assinam o segundo Tratado de Redução de Armas Estratégicas (START II), que prevê a redução de dois terços dos arsenais nucleares americanos e russos.[9][22][23]
- 13 de janeiro: A Major da Força Aérea, Susan J. Helms, torna-se a primeira mulher militar dos Estados Unidos no espaço.[24]
- 20 de janeiro: Bill Clinton toma posse como o 42º presidente dos Estados Unidos.[20][22]
- 20 de janeiro: Al Gore toma posse como o 45° Vice-Presidente dos Estados Unidos.[22]
- 26 de fevereiro: Um carro-bomba, detonado por terroristas árabes islâmicos, explode em um estacionamento subterrâneo da Torre Um do World Trade Center, deixando 6 mortos e 1.042 feridos na cidade de Nova Iorque.[22][25]
- 3 a 4 de outubro: Dezoito soldados estadunidenses são mortos em emboscada pelos milicianos somalis em Mogadishu, Somália.
- 8 de dezembro: Presidente Bill Clinton assina o Tratado Norte-Americano de Livre Comércio (NAFTA, North American Free Trade Agreement).

## 1994
- 1 de janeiro: Entra em vigor o Tratado Norte-Americano de Livre Comércio.
- 17 de janeiro: Um terremoto em Northridge deixa 72 mortos e 26.029 feridos em Los Angeles, Califórnia.[26]
- 3 de fevereiro: Os Estados Unidos terminam o embargo comercial contra o Vietnã.[27]
- 24 de março: Forças norte-americanas são retiradas da Somália.[28]
- 17 de junho: Inicia a Copa do Mundo FIFA de Futebol, realizada nos Estados Unidos.
- 17 de junho: O.J. Simpson é absolvido das acusações de assassinar sua esposa, Nicole Brown, e do amigo dela, Robert Goldman.
- 17 de julho: Termina a Copa do Mundo FIFA de Futebol nos Estados Unidos.
- 25 de julho: Em uma cerimônia em Washington, DC, o rei Hussein, da Jordânia, e o premiê de Israel, Yitzhak Rabin, assinam a declaração do fim de 46 anos de estado de guerra.[29]
- 1 de dezembro: O Senado dos Estados Unidos aprova o Tratado Mundial do Comércio, que cria a Organização Mundial do Comércio.[27][30]
- 19 de dezembro: Inicia a investigação do escândalo Whitewater em Washington, DC.

## 1995
- 31 de janeiro: Presidente Bill Clinton promete criar uma linha de crédito de 20 bilhões de dólares para ajudar o México a pagar sua crescente dívida extrena.[31]
- 1 de fevereiro: Os Estados Unidos e o Vietnã abrem escritórios de representação em Washington, DC e Hanói pela primeira vez desde o fim da Guerra do Vietnã.[31]
- 19 de abril: Um carro-bomba explode num edifício público, matando 168 pessoas e ferindo mais de 800 em Oklahoma City.[30][32][33]
- 21 de abril: Sarah Deal torna-se a primeira mulher piloto do Corpo de Fuzileiros Navais dos Estados Unidos.[34]
- 11 de julho: Presidente Bill Clinton anuncia o reatamento das relações diplomáticas com o Vietnã.[32]
- 5 de agosto: O secretário de Estado norte-americano, Warren Christopher, e o secretário vietnamita, Nguyen Manh Cam, firmam em Hanói a normalização das relações entre ambos países, após 20 anos.
- 3 de outubro: O. J. Simpson é inocentado no assassinato de sua ex-mulher, Nicole Brown Simpson, e de um amigo dela, Ronald Goldman.[32]
- 8 de novembro: George W. Bush é eleito governador do Texas.
- 30 de novembro: Bill Clinton torna-se o primeiro presidente dos Estados Unidos a visitar a Irlanda do Norte.

## 1996
- 24 de abril: Presidente Bill Clinton assina uma legislação antiterrorista.[27]
- 17 de julho: O Voo TWA 800 cai na costa de Long Island, matando todas as 230 pessoas a bordo.[32]
- 19 de julho: Iniciam os Jogos Olímpicos de Verão na cidade de Atlanta.
- 27 de julho: Uma bomba explode no Centennial Olympic Park durante os Jogos Olímpicos de Verão, em Atlanta, matando uma mulher e ferindo mais de 100 pessoas.[32]
- 4 de agosto: Terminam os Jogos Olímpicos de Verão na cidade de Atlanta.
- 5 de novembro: É realizada a eleição presidencial. Bill Clinton é reeleito presidente dos Estados Unidos, derrotando Bob Dole e Ross Perot.[32][35]

## 1997
- 13 de janeiro: A Suprema Corte dos Estados Unidos começa a investigar a denúncia de Paula Jones de assédio sexual contra o presidente Bill Clinton.
- 20 de janeiro: Bill Clinton toma posse como o presidente dos Estados Unidos pelo segundo mandato.[35][36]
- 20 de janeiro: Al Gore é empossado como o vice-presidente dos Estados Unidos pelo segundo mandato.[36]
- 13 de junho: Timothy McVeigh é condenado à morte pelo atentado de Oklahoma City.[37]
- 12 de novembro: Ramzi Yousef é considerado culpado de planejar o ataque ao World Trade Center de 1993.

## 1998
- 26 de janeiro: Presidente Bill Clinton nega suas relações sexuais com a estagiária da Casa Branca, Monica Lewinsky, em uma entrevista de televisão.[38][39] Inicia o escândalo de Monica Lewinsky.
- 4 de junho: Terry Nichols é condenado à prisão perpétua pela participação no Atentado de Oklahoma City de 1995, que causou 169 mortos.[40]
- 7 de agosto: Os ataques terroristas a duas embaixadas norte-americanas em África em Nairobi, Quênia e em Dar es Salaam, Tanzânia matam 224 pessoas e ferem 4.500.[39]
- 29 de setembro: O Congresso dos Estados Unidos aprova uma legislação, o Iraq Liberation Act que indica os Estados Unidos quer remover Saddam Hussein do poder e substituí-lo por uma democracia.
- 16 de dezembro: Os Estados Unidos e o Reino Unido bombardeiam alvos no Iraque.[41]
- 19 de dezembro: A Câmara dos Representantes dos Estados Unidos aprova a abertura de um processo de impeachment contra o presidente Bill Clinton.[39]

## 1999
- 7 de janeiro: O Senado dos Estados Unidos começa a abertura do processo de impeachment do Presidente Bill Clinton.[42]
- 12 de fevereiro: Presidente Bill Clinton é absolvido pelo Senado dos Estados Unidos no Escândalo de Monica Lewinsky.[39][43]
- 13 de fevereiro: Presidente Bill Clinton anuncia o envio de 4 mil tropas norte-americanas para o Kosovo como a parte das Forças de manutenção da paz da Organização do Tratado do Atlântico Norte.[39]
- 20 de abril: Dois jovens matam 12 estudantes e um professor e ferem 24 em Littleton, Colorado, no conhecido Massacre de Columbine.[39]
- 3 de maio: Um tornado F5 arrasa a cidade de Oklahoma, com ventos que ultrapassam os 500 km/h.[44]
- 16 de julho: Morrem John F. Kennedy, Jr., sua esposa Carolyn Besette Kennedy e sua cunhada Lauren Besette, num acidente de avião frente à ilha de Martha's Vineyard.[45]
- 15 de novembro: Os Estados Unidos e a China assinam o acordo de comércio histórico.
- 31 de dezembro: Os Estados Unidos passa o controle do Canal do Panamá para esse país.